# Bernhard von Holleben genannt von Normann
Karl Ludwig Friedrich Bernhard baron von Holleben genannt von Normann (né le 30 juillet 1824 à Unterköditz et mort le 11 octobre 1897 à Dresde) est un général d'infanterie saxon

## Biographie

### Origine
Ses parents sont Karl Ludwig Anton von Holleben genannt von Normann (1786–1849) et son épouse Ida, née von Schönberg (1803–1867). L'homme politique Albert von Holleben est son frère.

### Carrière militaire
Holleben étudie à l'Université d'Iéna et devient membre du Corps Saxonia Jena en 1846. En 1862, il reçoit le ruban du Corps Misnia Leipzig (de)
Après avoir terminé ses études, il entame une carrière militaire dans l'armée saxonne en 1849 et sert, entre autres, dans le 2e bataillon de chasseurs. Pendant la guerre austro-prussienne de 1866, il est capitaine dans l'état-major général de la 2e division, puis rejoint la 3e bataillon de chasseurs et nommé major à l'état-major général de l'armée en 1867. L'année suivante, il est transféré ici et affecté au département tactique. À ce poste, Holleben participe à la guerre contre la France en 1870/71 et est décoré de la croix de chevalier de l'ordre militaire de Saint-Henri et les deux classes de la croix de fer. En outre, Holleben est également représentant militaire saxon à la cour prussienne de Berlin de 1870 à 1873. Il retourne ensuite à l'état-major général et devient chef d'état-major en 1883. Entre-temps, Holleben a été promu au grade de major-général avec une commission datée du 5 avril 1881. Du 6 juillet 1883 au 31 mars 1887, il commande la 46e brigade d'infanterie (de) et est ensuite promu lieutenant général et devient commandant de la 24e division d'infanterie. Le 22 janvier 1892, Holleben est relevé de ce commandement et mis à la disposition comme général d'infanterie

### Famille
Holleben se marie avec Clémentine von der Becke (de) (née en 1832) le 8 août 1850. Le couple a plusieurs enfants :
- Ida Lisbeth Clara (née en 1852) mariée en 1880 avec Ernst Egon von Trützschler (de), lieutenant-colonel
- Ludwig Leopold Anton (de) (1854–1926), lieutenant général saxon marié en 1889 avec Ella von Rex (de) (née en 1861)
- Hélène Auguste Mathilde (1856–1873)
- Sophie Magarethe (née en 1858)
- Ludwig Léopold (1862-1863)
- Hans Ludwig (1865–1866)